# Вирусно запаљење рожњаче
Вирусно запаљење рожњаче или вирусни кератитис је запаљење рожњаче изазвано вирусом херпес симплекса тип 1 (ХСВ тип 1), изузетно ретко вирусом херпес симплек тип 2 (ХСВ тип 2) и вирусом варичела-зостер (ВЗВ). Вирус ХСВ тип 1 широко је распрострањени вирус који изазива инфекцију само код људи који су и једини извор и узрок даљег ширења инфекције. Човек долази врло рано (још у детињству) у контакт са ХСВ тип 1 вирусом, тако да 90% одрасле популације у свом организму има циркулишуће антитела на овај вирус.

## Епидемиологија
Запаљења рожњаче вирусне етиологије најчешће је међу свим запаљењима рожњаче инфективног порекла уз стални тренд повећања њихове инциденце. Он је такође, главни узрок корнеалног слепила у развијеном (савременом) свету.
Стално повећање инциденце вирусних кератитиса доводи се у везу са широком и нерационалном применом антибиотика и кортикостероида у терапији других обољења рожњаче.

## Херпес симплексом изазван кератитис
Овај облик болести који је изазива херпес симплекс вирус (ХСВ тип 1), један од најчешћих узрока слепила изазваног променама на рожњаче у развијеним земљама света. У основи патолошких промена је денритична инфекција рожњаче која је ограничена на њен епител.
Примарна инфекција настаје као последица првог контакта организма са херпес симплекс вирусом (ХСВ тип 1 или ХСВ тип 2). Код деце она није могућа до краја шестог месеца постнаталног живота, јер је новорођенче пасивно заштићено антителима добијеним од мајке. После тог узраста, деца се најчешће инфицирају капљичном инфекцијом од одраслих особа оболелих од активног лабијалног (усног) херпеса или ређе, директним контактом детета са оболелом особом.

### Облици

#### Латентна херпетична инфекција
Овај облик инфекције јавља се унутар првих 48 часова од почетка примарне херпетичке инфекције, када ХСВ тип 1 напушта захваћено подручје и дуж аксона ганглијских ћелија путује до ганглиона нервног система где остаје у току читавог живота. Када су у питању рекурентне херпетичне инфекције рожњаче, тригеминално ганглион има највећи значај као извор инфекције. У тригеминална ганглиону вирус остаје у латентном (успаваном), стању дуже или краће време.
Да би дошло до рекурентне херпетичне инфекције, потребно је да дође до реактивације вируса. Реактивација вируса дешава се под дејством различитих тригер фактора као што су: повишена телесна температура, психички и физички стрес, прекомерно излагање ултраљубичасте-стим зрацима, нагле температурне промене, менструација код жена, примена имуносупресивних лекова итд.
Активирани ХСВ тип 1 напушта тригеминална ганглион и дуж аксона ганглијских ћелија путује у супротном смеру до циљног ткива. Када су у питању рекурентне херпетичне инфекције рожњаче, циљно ткиво су целуларни елементи рожњаче: епителне ћелије, кератоцити у строми рожњаче и ћелије ендотела рожњаче.

#### Рекурентне херпетичне инфекције рожњаче
Овај облик инфекције рожњаче - на основу локализације патолошких промена у рожњачи може се поделити у две групе, као:
Површно херпетично запаљење рожњаче — чини следећа група болести: херпетични везикуларни кератитис, дендритични херпетични кератитис, кератитис херпетика географика и кератитис херпетика амоебоидес. Све наведене клиничке форме настају као последица присуства и репликације ХСВ тип 1 у ћелијама епитела рожњаче.
У току првих 24 часа херпетичне везикуле епитела рожњаче лагано се увећавају и конфлуирају формирајући лако издигнута формацију у облику гранчице. У наредној фази болести долази до отварања [руптуре] херпетичних везикула и формирања површног линеарног дефекта епитела рожњаче који се боји флуоресцеин и који својим обликом под-сећа на гранчицу. Крајеви дендритичног дефекта имају карактеристичан едематозна - задебљани изглед који потиче од епителних ћелија у којима се још увек одвија репликација вируса. Овако изгледа комплетно развијена клиничка слика најчешћег површног херпетичног кератитиса означеног као кератитис херпетица дендритиц.
Стромално херпетично запаљење рожњаче — чини следећа група болести: интерстицијални херпетични кератитис, некротизрајући стромални херпетични кератитис и дискоидни кератитис.
Ова обољење рожњаче изазвана су истовременом репликацијом ХСВ тип 1 и пратећом имунском реакцијом строме рожњаче при чему, њихов међусобни однос и врста имунског одговора одређују клинички облик кератитиса.

### Клиничка слика
После инкубационог периода од 3-12 дана долази до клиничке манифестације примарне херпетичке инфекције која обично пролази неопажено или протиче као блага инфекција горњих дисајних путева праћена грозницом и малаксалошћу. Неретко, примарна херпетична инфекција може бити локализована и на слузокожи усне дупље у форми афтозног стоматитиса.
Примарна херпетична инфекција може се такође испољити и на оку, најчешће на структурама помоћног апарата ока. Знаци примарне окуларне инфекције изазване ХСВ тип 1 су:
- кожне везикуле локализоване на кожи и ивицама капака,
- унилатерално акутно фоликуларно запаљење вежњаче са могућим формирањем псеудомембрана у доњем форникс вежњаче и истостраном преаурикуларном лимфаденопатијом
- променама на рожњачи (ређе) у форми пунктиформних и дендритиформних дефеката епитела који се боје флуоресцеином. Окуларни примарна херпетична инфекција траје у прошеку 10-14 дана, а у случају постојања промена на рожњачи може трајати и нешто дуже.

### Терапија
Пошто очна форма примарне херпетичне инфекције пролази спонтано, активно лечење обично није потребно. Када је инфекција испољена само кожним променама или акутним запаљењем вежњаче, корисна је превенције корнеалних манифестација 3% ацикловира у облику масти.
Основни циљ терапије је:
- уклањање вируса испирањем ока или абразијом инфилтрираних делова комадићем вате,
- инхибиција умножавања вируса локалном применом виростатика (нпр ацикловира у облику масти).

Касна дијагноза и неадекватна терапија, а нарочито, неоправдана локална примена кортикостероида у терапији дендритичног херпетичног кератитиса, доводи до центрифугалног проширења дендритичног дефекта тако да он поприма изглед географске карте (кератитис херпетица геограпхица) или до још већег проширења и деформације почетног дефекта, у облику амебе (кератитис херпетица амоебоидес). Код географског и амебоидног херпетичног кератитиса, патолошки процес пробија базалну мембрану епитела, због чега је дно дефекта епитела, односно површна строма испод дефекта дискретно инфилтрована запаљењским ћелијама.
Терапија релапса такође се лечи применом виростатика, али и применом антибиотика, који имају за циљ да спрече бактеријску суперинфекцију, у случају имуног одговора, без присуства вируса. У терапији се додатно могу применити и стероиде. Ако је присутан вирус и додато се примене стероиде стање се мође погоршати због неадекватног имуноог одговора (нпр, где постоји пренаглашен имуни одговор могу да се користе стероиде, јер одлажу преосетљивост на ХСВ антиген у строми.

## Херпес зостером изазвано запаљење рожњаче
Патоген који изазива овај облик кератитиса је варичела зостер вируси, који је по структури сличан хрепес симплекс вирусу (ХСВ). Болест се најчешће јавља неколико година након примарне инфекције настале у ганглијама, реактивирање вируса који путују дуж чулних нерава до ока.
Посебно треба истаћи да овај облик запаљење рожњаче настаје у току очног херпес зостера (лат. herpes zoster ophthalmicus), и не представља посебан ентитет, већ је саставни део скупа клиничких манифестација које се јављају на рожњачи у току ове болести.
Болест се може се испољити у два облика, као: површни (епителијални) и дубоки (стромални).

#### Површнски (епителијални) облик ВЗВ изазваног запаљење рожњаче
Овај облик к јавља се неколико дана после појаве ефлоресценци у пределу чела и манифестиле се појавом на површини рожњаче финих пунктиформних и дендритиформних оштећења епитела који се боје флуоресцеином. Леци се локалном применом 3% масти ацикловира, 5 пута дневно, и под дејством примењене терапије релативно брзо пролази.

#### Дубоки (стромални) облик ВЗВ изазваног запаљења рожњаче
Овај облик запаљења рожњаче може се испољити као:
Нумуларни облик
Овај облик се јавља након 7-10 дана после почетка болести, са клиничким променама у површним слојевима строме рожњаче у виду финих инфилтрата нумуларног изгледа окружених узаном зоном стромалног едема. Епител изнад ових инфилтрата је интактан, тако да се рожњача не боји флуоресцеином. Инфилтрати могу да се спонтано ресорбују без последица по провидност рожњаче. Болест може да поприми и хронични ток са таложењем у њима липидних супстанци, васкуларизацијом и фасетирањем рожњаче. У том случају нарушена је провидност рожњаче и смањен квалитет вида.
Дисциформни облик
Он је најређа корнеална манифестација офталмичког херпес зостера која се јавља две до три недеље после почетка болести. Обично је локализован у централном делу рожњаче и по својој клиничкој слици врло је сличан дисциформном кератитису изазваног херпес симплекс вирусом тип 1.

### Клиничка слика
Након три дана од појаве грознице и неуралгије у чеоном пределу се јављају кожне промене у виду мехурића, са типичним вирусне блефарокоњуктивитиомс, а потом и кератитисом са микродендритичними улцерација, овим редоследом:
- Болест почиње акутном ерупцијом груписаних мехурића, најчешће унилатерално (једнострано) у пределу прве гране тригеминалног живца.
- Мехурићи су у почетку испуњени бистрим садржајем, потом се брзо замуте;
- Најчешћа локализација промена је у офламичком дерматрому: предо око очију, носа, чела и поглавине.
- Неколико дана пре појаве кожних промена јављају се сензације у виду: пецкања по кожи и у очима, штипања, фотофобије, жарења до болова различитог интензитета
- Понекад се може јавити само сегментална неуралгија са променама у очима без кожних промена (лат. Zoster sine herpete).

Такође могућа је и појава интерстицијалног и дисциформног кератитис у случају јачег имуног одговора.
Кератоувеитис је озбиљна болест која, поред рожњаче захвата и ирис и изазван је исхемијских васкулитисом, и лимфоцитном инфилтрацијом која изазива таложење у задњој синехији ириса, понекад са малим крварењем, које се манифестује као хифаема.
Такође, могућа је појава секундарног глаукома, који настаја као последица насталих ожиљка у мрежњачи, аваскуларне макуле, задњих синехија и неуротрофичне кератопатије у облику поновљених површинских лезије епитела мрежњаче.

### Терапија
Третман се спроводи применом ацикловира, антибиотика, стероида, бета-блокатора, ... у зависности од типа промена. Оба клиничка облика стромалног кератитиса изазваног варичела зостер вирусом (ВЗВ) поред локалне примене 3% ацикловира у облку масти, захтевају и локалну примену кортикостероида који добро продиру у рожњачу (нпр 1% преднизолон). Пошто је епител рожњаче интактан и рожњача се не боји флуоресцеином, кортикостероиди семогу применити без опасности од последица.

## Аденовирусима изазвано запаљење рожњаче
Аденовирусно запаљење рожњаче је заразна болест узрокована аденовирусом типа 8, 5, 9, 11, 19.

### Клиничка слика
Болест почиње отока трепавицама, едемом вежњаче и великим фоликулом у палпебралној вежњачи. Касније се придружују знаци нуммуларног запаљења рожњаче (лоптасти инфилтрати субепителиално).

### Терапија
Лечење почиње испирањем ока раствором повидонјодида на сваки сат, уз принммену антивирусних капи за очи и орални антивирусних лекова. Иако ови лекови могу бити ефикасни, нису у могућности да потпуно уклона вирус, што ствара потенцијалне услове да се вирусно запаљење рожњаче може поновити.
Лечење се може комбиновати и са антибиотиком и кортизоном, у облику капи, масти, таблета или убризгавањем у око. Према потреби користе се и мидријатици.
Уколико ожиљци настали након запаљења узрокује трајно оштећење рожњаче које значајно нарушава вид, или ако болест не реагује на лекове, може се применити трансплантација рожњаче